# Mesopolobus rotundiclavus
Mesopolobus rotundiclavus är en stekelart som beskrevs av Singh och Parshad 1978. Mesopolobus rotundiclavus ingår i släktet Mesopolobus och familjen puppglanssteklar. Inga underarter finns listade i Catalogue of Life.